# ローリー・ダーラム国際空港
ローリー・ダーラム国際空港（ローリー・ダーラムこくさいくうこう、英: Raleigh-Durham International Airport、IATA: RDU）は、アメリカ合衆国ノースカロライナ州中央部、ウェイク郡モリスビルの北東約8kmにある空港。州間高速道路I-40沿い、ローリーとダーラムの中間に立地する。2019年の旅客数は1421万人で、州内の空港ではシャーロット・ダグラス国際空港に次ぐ規模である。
空港の施設と運営にはローリー・ダーラム空港局があたっている。空港局はウェイク郡、ダーラム郡、ローリー市、およびダーラム市から選出された委員で構成される委員会が管理している。

## 歴史
この地域における最初の空港は1929年、現在のローリーのダウンタウンのすぐ南に設置された市営空港であった。しかし、この空港の滑走路は限られており、商業飛行には不向きであった。やがて、より規模の大きな代替空港をローリー・ダーラム両市からの便の良い場所に建設・運営していくため、ノースカロライナ州議会は1939年にローリー・ダーラム航空局を設置した。イースタン航空はこうした動きを強く後押しした。イースタン航空を率いる社長エディー・リッケンバッカーは、ローリー・ダーラムをニューヨークとマイアミを結ぶ同社の便の経由地とすることを狙っていたのであった。
新しいローリー・ダーラムの空港は1943年5月1日開港し、イースタン航空が最初に就航した。旅客ターミナルは4棟の兵舎を建てた資材の余りから造られた。第二次世界大戦後、ローリー・ダーラム国際空港にはイースタン航空に加えて、キャピタル航空とピードモント航空が就航した。1970年代にはデルタ航空とアルゲイニー航空が、1980年代にはトランス・ワールド航空とアメリカン航空が、1990年代にはミッドウェイ航空がそれぞれ就航した。ミッドウェイ航空は2003年に運航を停止するまで、ローリー・ダーラム国際空港をハブにしていた。

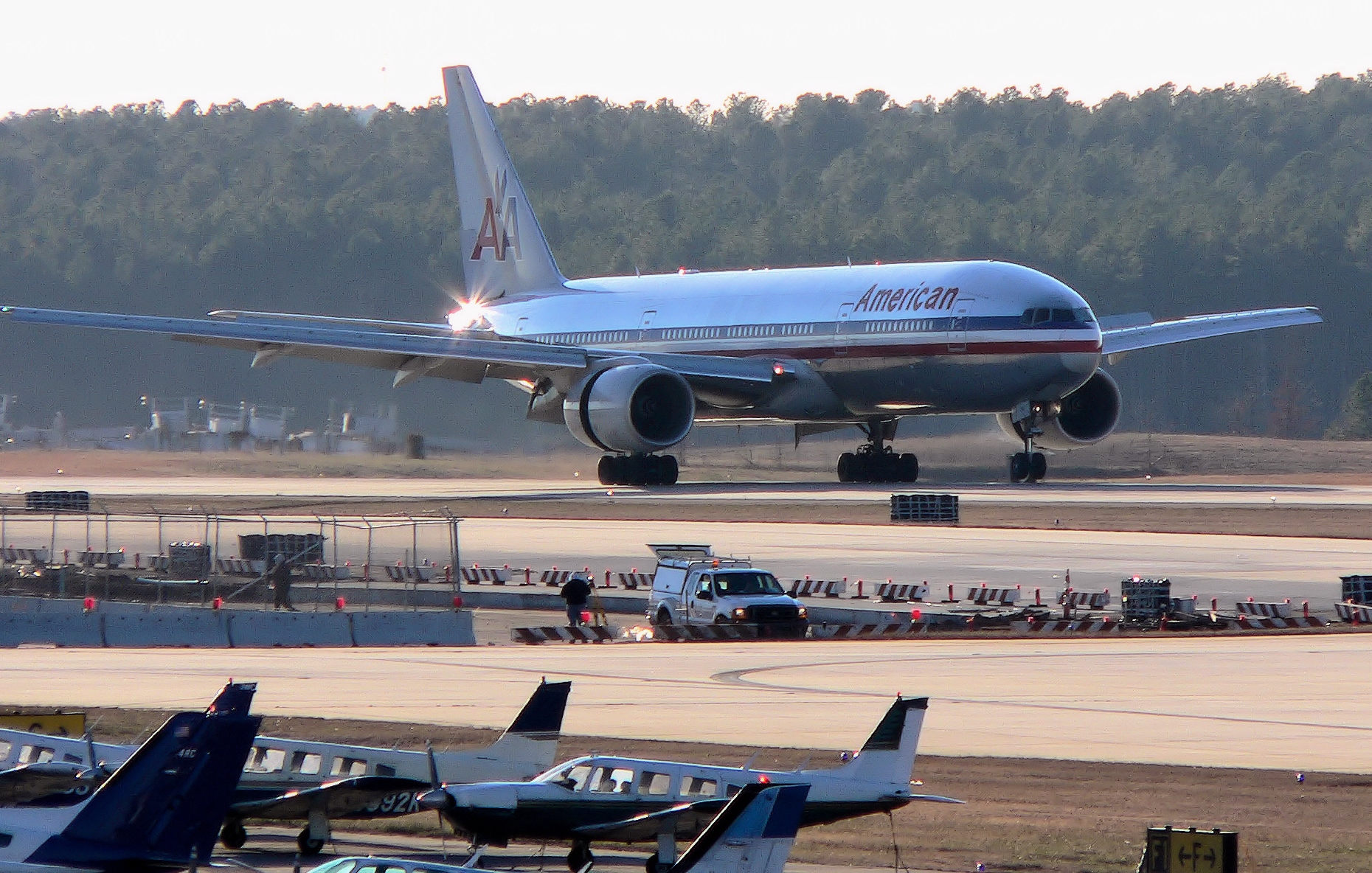
ローリー・ダーラム国際空港に着陸した、ロンドン・ガトウィック空港からのアメリカン航空便のボーイング777型機

ミッドウェイ航空が運航停止という形でハブを手放した後も、ローリー・ダーラム空港にはいくつかの航空会社が参入してきた。中でもサウスウエスト航空は、ローリー・ダーラム国際空港からの新たな行先と利用旅客数の回復をもたらした。
アメリカン航空は、1994年にロンドン・ガトウィック空港からの大西洋越えの便を就航させた。この便には就航当初は767-200ER型機が用いられたが、後に777-200型機が用いられるようになった（時々767-300ER型機が用いることもあった）。この便はロンドンとリサーチ・トライアングルを行き来するビジネス客に需要があった。2008年3月29日には、アメリカン航空はロンドン〜ローリー・ダーラム便をグレードアップし、それまでのガトウィック空港から、より大規模なロンドンの第1空港、ヒースロー空港を行先とする便に変更した。しかし、燃料費の高騰なども影響し、2008年全体では、ローリー・ダーラム国際空港に発着する便は30便減少した。2010年からは、ロンドンからの便に加え、デルタ航空がパリのシャルル・ド・ゴール国際空港からの便を就航させる予定になっている。
2024年4月、日本の岸田文雄首相（当時）がアメリカ訪問の際に使用した。

## 施設
空港の敷地面積は約1995haである。2棟の旅客ターミナルを有している。最初の本格的なターミナルは1955年に建てられた。1970年代にこのターミナルは拡張された。1981年に新しいターミナルAができると、このターミナルはターミナルBと名付けられた。1990年代にはターミナルAの改築が行われ、ターミナルBはターミナルAに吸収された。2008年10月26日、ターミナルAはターミナル1となった。一方、1987年にアメリカン航空のハブとなるべく建てられたターミナルCはターミナル2と改められた。これら2つのターミナルビルは専用通路ではつながっていない。そのため、ターミナルビル間を移動するには、ビル間に設置されている駐車場を経由して歩くか、連絡バスを利用する必要がある。

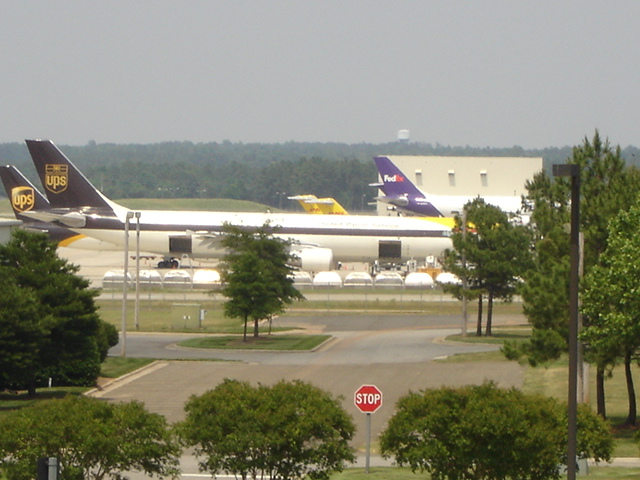
北貨物ターミナルに駐機中のUPS社機

ローリー・ダーラム国際空港のゼネラル・アビエーション・ターミナルは、チャーター機や自家用機の発着のほか、パイロットのリソース・センター、イベント会場、地元航空関連企業のオフィスとしても使用されている。また、ゼネラル・アビエーション・ターミナルには空港内に2つある展望デッキのうちの1つが設けられている。
また、ローリー・ダーラム国際空港には南北2つの貨物ターミナルがある。北貨物ターミナルは航空貨物会社の航空機が、南貨物ターミナルは商業航空会社の貨物部門がそれぞれ利用している。
ローリー・ダーラム国際空港は3本の滑走路を有している。平行滑走路は5L/23R（3,048m x 45m）と5R/23L（2,286m x 45m）の2本である。一番短い14/32（1,088m x 30m）は横風滑走路である。かつては、ローリー・ダーラム空港局と連邦航空局は4本目の滑走路の建設を計画していたが、2001年9月11日に起こったアメリカ同時多発テロ事件の影響による航空業界の業績落ち込みに加え、ミッドウェイ航空の運航停止によるハブ撤退の影響もあり、この計画は保留となっている。
ローリー、ダーラム、チャペルヒル、ケーリーなど、リサーチ・トライアングルの主要な都市・町と空港との間は、トライアングル交通局の運営する路線バスで結ばれている。また、リサーチ・トライアングル地域内の主要なホテルとの間には、シャトルバスのサービスもある。大手レンタカー各社もこの空港に営業所を置いている。

## 就航路線

### 旅客便
| 航空会社                   | 就航地 |
| -------------------------- | --- |
| アイスランド航空           | レイキャヴィーク |
| アエロメヒコ航空           | メキシコシティー (2024年7月1日により就航予定) |
| アヴェロ航空（英語版）     | ウェストパームビーチ、サラソータ（英語版）、タンパ、ニューヘイブン（英語版）（CT）、フォートマイヤーズ、マンチェスター（NH)、ローチェスター（NY) 季節運行 ：ウィルミントン（DE) |
| アメリカン航空             | シカゴ/オヘア、シャーロット、ダラス/フォートワース、タンパ（2024年1月7日をもって運休予定)、ニューヨーク・ラガーディア、フィラデルフィア、フェニックス、マイアミ、ロンドン/ヒースロー、ロサンゼルス、ワシントン/ナショナル 季節運行：カンクン |
| アメリカン・イーグル       | オースティン、シンシナティ、タンパ（2024年1月7日をもって運休予定)、ナッシュビル、ニューヨーク・JFK、 ニューヨーク・ラガーディア、ピッツバーグ、フィラデルフィア、マイアミ、ワシントン/ナショナル、 季節運行：シカゴ/オヘア |
| アラスカ航空               | シアトル |
| エア・カナダ               | トロント 季節運行：モントリオール |
| エールフランス             | パリ/シャルル・ド・ゴール |
| サウスウエスト航空         | アトランタ、オーランド、オースティン、シカゴ・ミッドウェイ、セントルイス、 ダラス/フォートワース、 タンパ、デンバー、ナッシュビル、ヒューストン・ホビー、フェニックス・スカイハーバ、フォートローダーデール、ボルチモア、ラスベガス 季節運行：カンザスシティー、ニューオリンズ                                                                                    |
| サンカントリー航空         | 季節運行：ミネアポリス・セントポール |
| スピリット航空             | オーランド、フォートローダーデール、マイアミ |
| ジェットブルー航空         | オーランド（2023年11月2日により就航再開予定）、カンクン、サンフアン、ニューヨーク・JFK、フォートローダーデール、ボストン |
| デルタ航空                 | アトランタ、オーランド、シアトル、ソルトレイクシティ、タンパ、デトロイト、 ニューヨーク・ラガーディア、フォートローダーデール、ボストン、マイアミ、ミネアポリス・セントポール、ロサンゼルス、ラスベガス 季節運行：カンクン（2023年12月16日により就航再開予定） |
| デルタ・コネクション       | オースティン、シカゴ/オヘア、シンシナティ、ナッシュビル、ニューアーク、ニューヨーク・JFK、 ニューヨーク・ラガーディア、ボストン、ミネアポリス・セントポール、ワシントン/ナショナル |
| バハマスエア               | フリーポート |
| ブリーズ航空（英語版）     | アクロン・カントン、コロンバス・グレン、タンパ、ニューオリンズ、ハートフォード、プロビデンス、ロサンゼルス、ラスベガス 季節運行：ジャクソンビル（FL)、ピッツバーグ、フォートマイヤーズ（2023年11月17日より就航予定）、ルイビル、ロングアイランド/イスリップ |
| フロンティア航空           | アトランタ、オーランド、サンフアン、デンバー、フィラデルフィア、マイアミ、ラスベガス 季節運行：インディアナポリス、クリーブランド、シカゴ・ミッドウェイ、シンシナティ、ダラス/フォートワース、デトロイト、トレントン（英語版）、ニューオリンズ、バッファロー、ハートフォード、ポートランド(ME)、ヒューストン・インターコンチネンタル、ロングアイランド/イスリップ |
| ユナイテッド航空           | サンフランシスコ、シカゴ/オヘア、デンバー、ニューアーク、ヒューストン・インターコンチネンタル、ワシントン/ダレス |
| ユナイテッド・エクスプレス | ニューアーク、ヒューストン・インターコンチネンタル、ワシントン/ダレス |
| ルフトハンザドイツ航空     | フランクフルト（2024年6月6日より就航予定） |

### 貨物便
| 航空会社                                   | 就航地 |
| ------------------------------------------ | --- |
| クェスト・ダイアグノスティックス（英語版） | チャーター運行：コンコード（英語版）、レーティング（英語版） |
| フェドエックス・エクスプレス               | インディアナポリス、メンフィス 季節運行：アトランタ、グリンズボロ、ニューアーク、ハリスバーグ |
| フェドエックス・フィーダー                 | ウィルミントン（英語版）（NC)、ニューバーン（英語版） |
| UPS航空                                    | イーデントン（英語版）、オンタリオ、ジャクソンビル（英語版）（NC）、ニューバーン（英語版）、マンテオ・デア郡（英語版）、ルイビル 季節運行：オーランド、グリンズボロ、グリンビル・スパータンバーグ（英語版）、シャーロット |

＊英語版ウィキペディアより（2023年11月14日）

## 註
1. ↑  From Morrisville, NC to RDU. Yahoo! Driving Direction.
2. ↑  Raleigh–Durham International Airport. “Statistics – Raleigh–Durham International Airport”. Raleigh–Durham International Airport. 2022年1月3日閲覧。
3. ↑  Baskas, Harriet. Stuck at the Airport: Raleigh-Durham - Haven for bibliophiles at RDU. 2004年10月11日.
4. ↑  Delta grounds RDU-Paris flight. WRAL.com. Capitol Broadcasting Company, Inc. 2008年12月28日.
5. ↑  “岸田首相動静 2024年4月12日～14日”.   NHK. 2024年11月11日閲覧。
6. ↑  Raleigh-Durham Airport (RDU). Airport Diagram. National Aeronautical Charting Office. （PDFファイル）